# شاهزاده ایران: ماسه‌های زمان (فیلم)
شاهزاده ایران: ماسه‌های زمان (به انگلیسی: Prince of Persia: The Sands of Time) یک فیلم اکشن فانتزی آمریکایی، ساخته شده در سال ۲۰۱۰، به کارگردانی مایک نیوول، و براساس فیلمنامه‌ای از بوآز یاکین، داگ میرو و کارلو برنارد است. داستان این فیلم از مجموعه بازی‌های ویدئویی شاهزاده ایران، ساخته جوردن مکنر الهام گرفته شده‌است. جیک جیلنهال، بن کینگزلی، جما آرترتون و آلفرد مولینا در این فیلم به ایفای نقش پرداخته‌اند. این فیلم اقتباسی از بازی ویدئویی شاهزاده ایران در سال ۲۰۰۳ است که توسط یوبی‌سافت منتشر شد. عناصری از دنباله‌های آن یعنی نسخه‌های جنگجوی درون و دو سریر نیز گنجانده شده‌است.
این فیلم در ۹ مه ۲۰۱۰ در لندن به نمایش درآمد و در ۲۸ مه در ایالات متحده توسط استودیو والت دیزنی موشن پیکچرز اکران شد. فیلم نقدهای متفاوتی از سوی منتقدان دریافت کرد، آن‌ها اتفاق نظر داشتند که این فیلم نسبت به سایر اقتباس‌ها از بازی‌های ویدئویی بهتر است و از موسیقی متن، صحنه‌های اکشن، صحنه‌های طنز و بازی‌های بازیگران آن تمجید کردند، در عین حال نقد منفی نسبت به فیلمنامه داشتند. این فیلم با بیش از ۳۳۶٫۴ میلیون دلار فروش در مقابل ۱۵۰ تا ۲۰۰ میلیون دلار بودجه تولیدش، پردرآمدترین اقتباس یک فیلم از روی بازی‌های ویدیویی بود تا این‌که در سال ۲۰۱۶ فیلم وارکرفت از آن پیشی گرفت.

## بازیگران
| بازیگر       | نقش                       |
| ------------ | ------------------------- |
| جیک جیلنهال  | دستان، شاهزاده پارس/ایران |
| جما آرترتون  | تهمینه، شاهدخت الموت      |
| بن کینگزلی   | نظام، وزیر پارس/ایران     |
| آلفرد مولینا | شیخ عمار، تاجر شترمرغ     |
| ریچارد کویل  | توس، ولیعهد پارس/ایران    |

## خلاصه داستان
الموت شهری است زیبا و باستانی که شاهدختی به نام تهمینه بر آن فرمانروایی می‌کند. توس، ولیعهد شاه ایران، به پیشنهاد نظام، وزیر شاه، به شهر الموت حمله کرده و آن شهر مقدس را پس از هزار سال تسخیر می‌کند. روحانی‌های الموت قرن‌هاست که، خنجری را پنهان نگه می‌دارند که هر کس به این خنجر اسطوره‌ای دست یابد، می‌تواند زمان را به عقب برگرداند و سرنوشت جهان را دگرگون کند. این خنجر قدرت این را نیز دارد که جهان را به نیستی بکشاند، چرا که شن و ماسه‌ای که درون این خنجر قرار دارد قابلیت کنترل زمان را دارد؛ بنابراین روحانی‌های الموت خنجر را مخفی نگاه می‌دارند تا بدست نااهل نیفتد. اما اینک با تسخیر شهر بدست سپاه شاه ایران، خنجر طی ماجراهایی تصادفاً بدست دستان، پسرخواندهٔ شاه ایران می‌افتد.
در جشنی که به افتخار این پیروزی برگزار می‌شود، شاهنشاه ایران با پوشیدن ردایی مسموم جان می‌بازد و درباریان انگشت اتهام را به سوی دستان دراز می‌کنند، چرا که او ردا را بر تن شاه کرده بود. اما او که بی‌گناه است، می‌گریزد. تهمینه نیز برای پس گرفتن خنجر از قصر گریخته، و به دنبال او روان می‌شود. دستان بزودی پی به قدرت هولناک خنجر می‌برد، و می‌کوشد، نظام را خبردار کند. نظام تنها کسی است که دستان به او اعتماد دارد. اما هنگام ملاقات با او متوجه می‌شود که نظام در قتل شاه دست داشته‌است. دستان باز هم می‌گریزد، و مجبور می‌شود با تهمینه متحد شود. نظام، مأمورین مخفی بنام حسنسین را برای کشتن آنان می‌فرستد که در فن جادو و نیروهای اهریمنی خبره‌اند. دستان متوجه می‌شود که نه تنها نظام قصد جانش را کرده بوده، بلکه به کمک حسنسین قصد دارد با روان‌کردن توفان شن و ماسه (که توسط همان خنجر آغاز می‌شود) سرزمین و تمدن جهانیان را نابود گردانیده، و حکومتی نو بر جهان روا کند.
دستان به‌کمک دوستان تازه یافته‌اش متوجه می‌شود که رسالت اصلی او این است که خنجر باستانی را، که رمز پایداری جهان است، از دست دشمنان دور نگاه داشته، و نظام را در این راه رسوا کند. اما او رفته رفته عاشق تهمینه می‌شود، در این بین، مأمورین حسنسین موفق به ربودن خنجر می‌شوند، و تهمینه و دستان مجبور می‌شوند به الموت بازگردند، تا جلوی استفاده خنجر بدست نظام را بگیرند. دستان خود را مخفیانه به برادرش توس می‌رساند و بی‌گناهی خود را به او ثابت می‌کند، و بدین ترتیب به او ثابت می‌کند که پدرشان شاهنشاه را نکشته، اما در همین هنگام نظام توس را کشته، خنجر را برداشته و به زیر شهر در مکانی مرموز می‌رود، جایی که نیروهای هستی بخش جهان از آن ساطع شده، و جایی که خنجر قادر است جهان را نابود گرداند.
در رویارویی نهایی فیلم، دستان در لحظه آخر مانع از نابودی جهان می‌گردد. او خنجر را گرفته، زمان را به عقب و پیش از دیدار نخستینش با تهمینه بازمی‌گرداند. سپس سبب با اطلاعی که از گذشته دارد، سبب دستگیری نظام می‌شود و سرنوشت را تغییر می‌دهد.

## تشابه‌های فرهنگی و شخصیتی

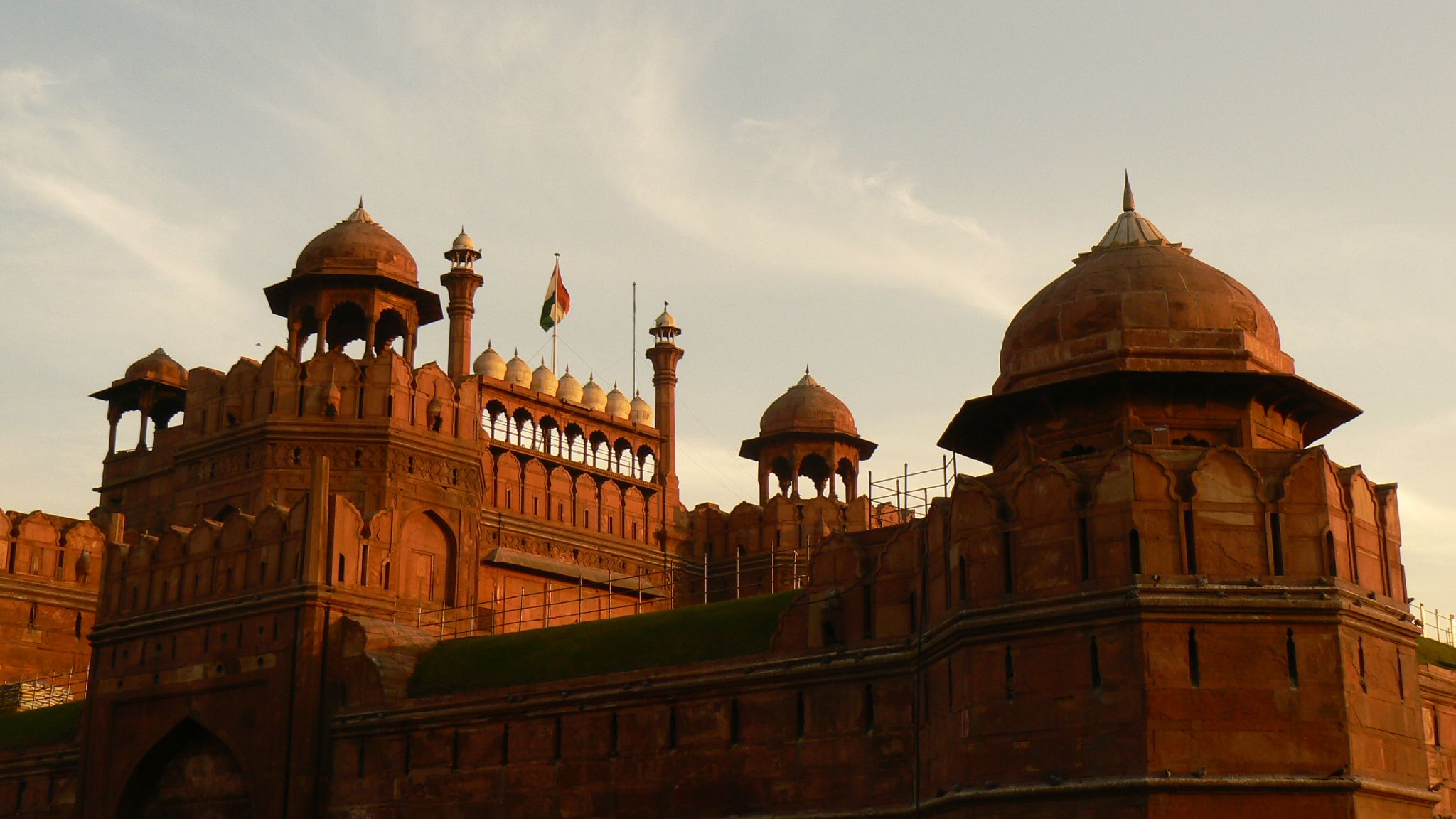
قلعه سرخ (هندوستان)، یکی از الگوهای معماری شهر الموت در فیلم است.

تشابه‌های زیادی بین داستان فیلم، و نوشتارهای تاریخی ایران دیده می‌شود. سازندگان فیلم داستان را بر اساس قصهٔ مشهور حسن صباح، خواجه نظام‌الملک طوسی، و سلطان ملک‌شاه سلجوقی نوشته‌اند، اما بر بسیاری از جزئیات دست برده و آن را تغییر داده‌اند، و بنظر می‌رسد که با درهم آمیختن عناصر فرهنگی متفاوت، سعی در رنگارنگ جلوه دادن فضای داستان دارند:
نام «دستان»، قهرمان فیلم، برگرفته از دستان یعنی زال پدر رستم، از پهلوانان شاهنامه است. با اینحال شخصیتش بی‌شباهت به علی‌بابا و چهل دزد بغداد در داستان هزار و یک شب نیز نمی‌باشد.
«تهمینه» در فیلم، در الموت حکومت می‌کند، و نهایتاً در داستان نیز مجذوب دستان می‌شود. کاهنان آن شهر نیز لباس زرتشتی بر تن دارند، اما از سوی دیگر شهر الموت با سبک معماری گورکانیان هند بنا شده‌است.
حشّاشین برای خود قلعه‌ای جداگانه دارند، و در آن تمرینات جادو و سماع می‌کنند. نام این گروه در فیلم Hassansin قید شده‌است که برگرفته شده از گروه حشّاسین می‌باشد. در فیلم، رهبر گروه حشاشین شخصی اهریمنی است که احتمالاً از شخصیت (ضحاک) الگوبرداری شده‌است که در عمل بر اساس کتاب قلعه الموت این الگوبرداری اشتباه است و گروه حشاشین یک گروه اهریمنی نبوده‌اند. او کور است، اما جهان را می‌بیند، و در آستین خود مار می‌پروراند. او با وزیر شاهنشاه ایران، «نظام» (برداشتی از نظام‌الملک وزیر ملک‌شاه)، برای نابود کردن خاندان حکومتی مخفیانه دست به یکی کرده‌است. او هم شاه و هم ولیعهد را به قتل می‌رساند. شخصیت شاه احتمالاً برداشتی از روی سلطان ملک‌شاه سلجوقیست که در سال ۴۸۵ ه‍.ق به قتل رسید، و نام «گرسیو» (ولیعهد) نیز برداشتی است از گرسیوز پسر پشنگ در شاهنامه.

## استقبال

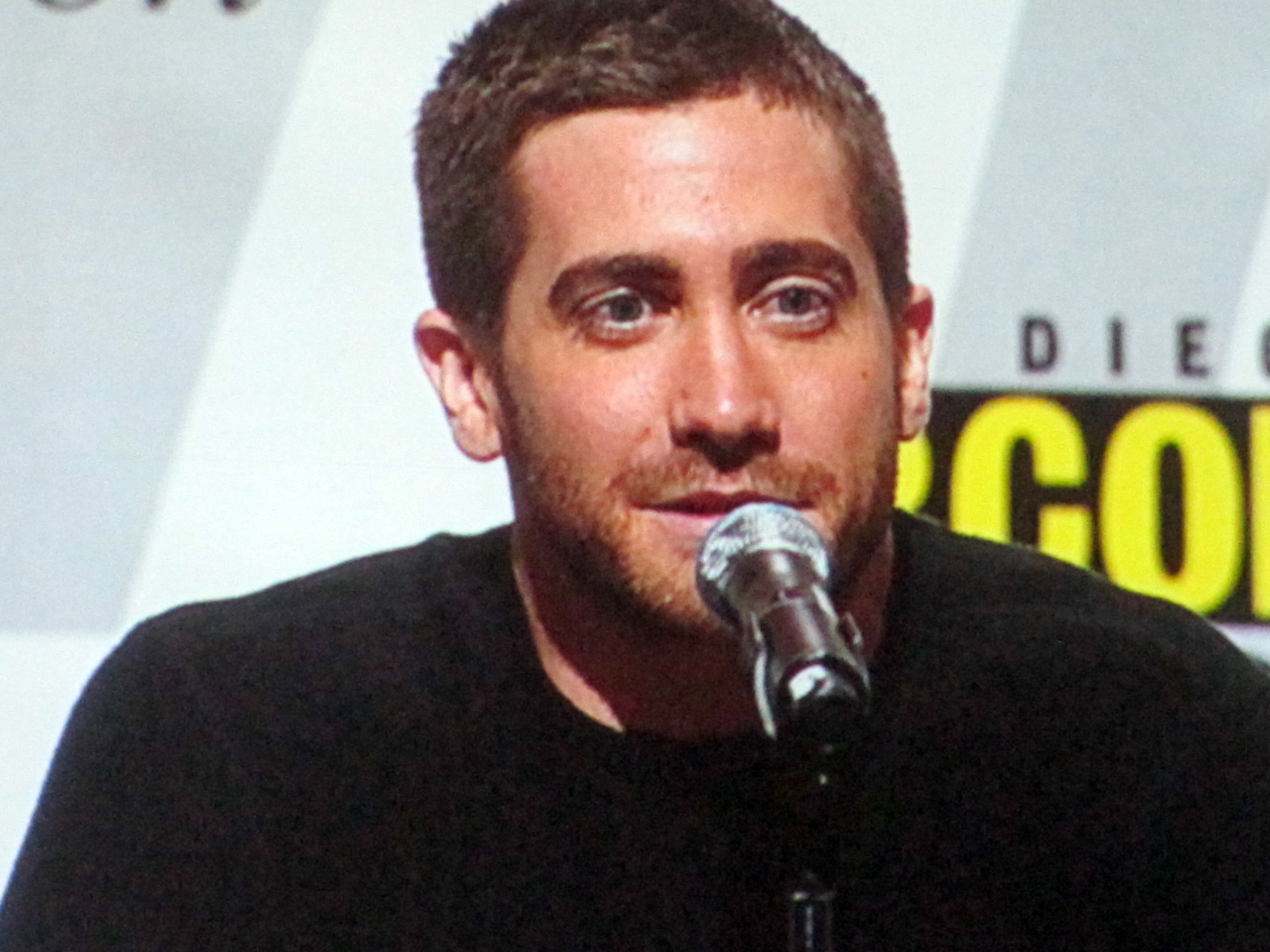
جیک جیلنهال در مصاحبه مطبوعاتی اکران فیلم شاهزاده پارس: شن‌های زمان.

فیلم با استقبال متوسطی در آمریکا روبرو شد. برخی منتقدین همانند لس آنجلس تایمز، به فیلم نمره B دادند، در حالیکه برخی دیگر همانند راجر ایبرت جلوه‌های ویژه فیلم را «شلوغ و پلوغ» توصیف کردند.
بوستون گلوب نوشت: «جای تاسف دارد که در ساخت این فیلم از هیچ ایرانی برای مشاوره هم حتی استفاده نشد». جری بروکهایمر تهیه‌کننده این فیلم در مصاحبه با تلویزیون بی‌بی‌سی فارسی گفته بود که برای بازیگری نقش‌های فیلم، هنرپیشه‌هایی از ایران را در ذهن داشته اما به دلیل مشکلات مربوط به ویزا، نتوانسته آن‌ها را به موقع ملاقات کند.
نیویورک تایمز نوشت: «با توجه به وضعیت حاد سیاسی بین ایران و آمریکا، باز جای شکرش باقیست که قهرمان داستان (با اینکه بازیگرش ایرانی نیست) شخصیتی جذاب از خاورمیانه است، به‌خصوص اینکه نیتش صلح‌جویانه است.»
منتقدین بی‌بی‌سی نیز معتقدند که فرهنگ ایران باستان تصویر شده در این فیلم بسیار با فرهنگ ایران باستان تفاوت دارد.

## یادداشت
1. ↑  برداشتی از نام تَهمینه، دختر شاه سمنگان، همسر رستم و مادر سهراب است.
2. ↑  برداشتی از نام توس یکی از پهلوانان بزرگ شاهنامه و سپهدار سپاه ایران است.
3. ↑  برداشتی از نام نظام‌الملک طوسی، وزیر توانای دو تن از شاهان بزرگ دوره سلجوقی،
با نام‌های آلپ ارسلان و ملکشاه یکم است.
4. ↑  این نام برداشتی از لقب رستم پهلوان افسانه‌ای ایران است.
5. ↑  نام شاه در فیلم شهرامان (به انگلیسی: shahraman) عنوان می‌شود.
6. ↑  این نام در واقع به واژه اساسین (Assassin) در منابع لاتین اشاره دارد. واژه حسنسین در واقع نامی خیالیست از ترکیب نام حسن صباح و واژه اساسین که بجای  اسا، حسن، قرار داده شده، اما در کل منظورش گروه حشاشین و یاران حسن صباح می‌باشد.